# Ángela Carrasco
Pour les articles homonymes, voir Carrasco.
Ángela Altagracia Carrasco Rodríguez (née le 23 janvier 1952 à Saint-Domingue) est une chanteuse et une actrice dominicaine, membre du groupe des divas d´Amérique latine des années 1970 et 1980 (avec Susana Giménez, Charytin, Iris Chacón, Ednita Nazario, Yolandita Monge et Rocío Dúrcal).

## Biographie
Tôt dans sa carrière, elle quitte son pays natal pour l´Espagne où elle rencontre rapidement le succès, particulièrement en étant choisie pour jouer Maria de Magdalena aux côtés de Camilo Sesto dans la première version espagnole de la comédie musicale Jesus Christ Superstar,,.
Elle sort également plusieurs albums et voit certains de ses titres (tels que Carino Mio et Quererte a Ti) devenir des succès  à la fin des années 1970.

## Discographie
- Festival de Benidorm
- Ángela Carrasco
- Amigo Mío, cuenta Conmigo
- Quererte a Tí
- Con Amor...'
- Unidos
- La Dama del Caribe
- La Candela (1989)
- Boca Rosa (1990)
- Ese Hombre es... (1990)
- Piel Canela (1992)
- Una Producción de Juan Gabriel (1996)
- A Puro Dolor!
- Muy Personal